# Lerista storri
Lerista storri este o specie de șopârle din genul Lerista, familia Scincidae, descrisă de Greer, Mcdonald și Lawrie 1983. Conform Catalogue of Life specia Lerista storri nu are subspecii cunoscute.